# (4979) Otawara
(4979) Otawara ist ein Asteroid des inneren Hauptgürtels, der am 2. August 1949 vom deutschen Astronomen Karl Wilhelm Reinmuth an der Landessternwarte Heidelberg-Königstuhl bei einer Helligkeit von 14,7 mag entdeckt wurde.
Der Asteroid wurde benannt zu Ehren von Akira Otawara (* 1950), Fotokünstler und Autor. 1983 veröffentlichte er zwei Bücher, Field Star Map 2000 und Star & Planet Catalogue 2000, in Zusammenarbeit mit Syuichi Nakano, der den Namen vorschlug und die Identifikationen mit diesem Objekt fand.

## Wissenschaftliche Auswertung
Eine Auswertung von Beobachtungen durch das Projekt NEOWISE im nahen Infrarot führte 2011 für (4979) Otawara zu vorläufigen Werten für den Durchmesser und die Albedo im sichtbaren Bereich von 3,2 km bzw. 0,24.

## Raumsonden-ProjektRosetta
Im Rahmen der ursprünglich geplanten Raumsonden-Mission Rosetta zum Kometen 46P/Wirtanen sollten unterwegs auch zwei Asteroiden während eines engen Vorbeiflugs näher untersucht werden. Geplant waren nach dem Start im Januar 2003 zunächst Vorbeiflüge an (4979) Otawara am 11. Juli 2006 und dann noch an (140) Siwa am 24. Juli 2008, bevor das Rendezvous mit dem Kometen im November 2011 stattfinden sollte.
Im Vorfeld wurde daher eine internationale Beobachtungskampagne gestartet, um die potentiellen Ziel-Asteroiden genauen Untersuchungen zu unterziehen. (4979) Otawara wurde dazu vom 13. Dezember 1998 bis 16. März 1999 an verschiedenen Observatorien, wie dem Kitt-Peak-Nationalobservatorium in Arizona, dem Observatorium auf dem Pic du Midi und dem Observatoire de Haute-Provence in Frankreich, dem Table Mountain Observatory in Kalifornien und dem La-Silla-Observatorium in Chile photometrisch und spektroskopisch beobachtet. Das Spektrum von (4979) Otawara entsprach taxonomisch am wahrscheinlichsten einem SV- oder V-Typ. Aus den photometrischen Daten wurde eine Rotationsperiode von 2,707 h abgeleitet. Außerdem konnte für die Form eine längliche Gestalt mit Achsen von (4,8 × 3,8) km (für eine typische S-Typ-Albedo) bzw. (3,2 × 2,4) km (für eine typische V-Typ-Albedo) abgeleitet werden. Falls (4979) Otawara einen inneren Aufbau als „Trümmerhaufen“-Asteroid haben sollte, müsste seine Dichte wegen seiner schnellen Rotation größer sein als 1,9 g/cm³, falls er aber einen massiven Aufbau hätte, könnte über die Dichte keine Aussage getroffen werden.
Eine weitere photometrische Beobachtung von (4979) Otawara erfolgte am La-Silla Observatorium vom 24. Juli bis 10. August 2000. Hierbei wurde die Rotationsperiode mit einem Wert von 2,707 h bestätigt. Auch eine Messung am 6./7. Januar 2002 am Observatoire de Château-Renard in den französischen Alpen ergab wieder den gleichen Wert.
Eine neue Kampagne mit photometrischen und spektroskopischen Messungen erfolge vom 23. Dezember 2001 bis 12. Januar 2002 am Palomar-Observatorium in Kalifornien, am Osservatorio Astrofisico di Asiago in Italien, am Telescopio Nazionale Galileo (TNG) auf La Palma und an der Infrared Telescope Facility (IRTF) auf Hawaiʻi. Die photometrisch gewonnene Lichtkurve ergab erneut eine Rotationsperiode von 2,707 h, außerdem konnte die Lage der Rotationsachse mit einer anscheinend retrograden Rotation und die Achsenverhältnisse eines dreiachsig-ellipsoidischen Gestaltmodells bestimmt werden. Das Spektrum wies nun auf eine sichere Zugehörigkeit zum taxonomischen S-Typ hin mit einer Zusammensetzung aus Olivin und Orthopyroxen.
Als die Rosetta-Mission wegen Problemen mit der Ariane 5 ECA-Trägerrakete um über ein Jahr auf März 2004 verschoben werden musste, war es erforderlich, sowohl einen neuen Ziel-Kometen als auch neue Vorbeiflug-Asteroiden auszuwählen. (4979) Otawara stand daraufhin nicht mehr im Fokus des wissenschaftlichen Interesses.

## Erforschung nachRosetta
Neue photometrische Beobachtungen erfolgten vom 15. bis 20. April 2009 am Modra-Observatorium in der Slowakei. Hier konnte aus der gemessenen Lichtkurve eine Rotationsperiode von 2,7037 h abgeleitet werden. Eine Durchmusterung im Rahmen der Palomar Transient Factory (PTF) am Palomar-Observatorium ab 2009 ermöglichte in einer Untersuchung von 2015 ebenfalls die Bestimmung der Rotationsperiode von (4979) Otawara zu 2,707 h. Aus thermischen Infrarot-Daten wurde außerdem ein Durchmesser von 3,2 ± 0,1 km abgeleitet. Zu den gleichen Ergebnissen führte auch eine gezielte Untersuchung von schnellen Rotatoren in 2016.